# الإنفلونزا الروسية عام 1977
كانت إنفلونزا عام 1977 الروسية جائحة إنفلونزا تم الإبلاغ عنها لأول مرة من قبل الاتحاد السوفيتي في عام 1977 واستمرت حتى عام 1979. بدأ تفشي المرض في شمال الصين في مايو 1977، قبل تفشيه في الاتحاد السوفيتي بقليل. أثر الوباء في الغالب على السكان الذين تقل أعمارهم عن 25 أو 26 عامًا، ووُصف بأنه خفيف. كان سببه سلالة إنفلونزا H1N1 التي تشبه إلى حد كبير سلالة فيروس انتشرت في جميع أنحاء العالم من عام 1946 إلى عام 1957. دفع التحليل الجيني والعديد من الخصائص غير العادية لإنفلونزا عام 1977 الروسية العديد من الباحثين إلى القول بأن الفيروس تم إطلاقه للجمهور من خلال حادث مختبري، أو نتج عن هروب تجربة لقاح حي. 